# Север штата Пиауи (мезорегион)

Север штата Пиауи на карте.

Север штата Пиауи (порт. Mesorregião do Norte Piauiense) — административно-статистический мезорегион в Бразилии, входящий в штат Пиауи. Население составляет 632 883 человека (на 2010 год). Площадь — 22 186,49 км². Плотность населения — 28,53 чел./км².

## Демография
Согласно сведениям, собранным в ходе переписи 2010 г. Национальным институтом географии и статистики (IBGE), население мезорегиона составляет:
| Полное население                            | Полное население                            | Полное население                            | Полное население                            | 632 883 |
| ------------------------------------------- | ------------------------------------------- | ------------------------------------------- | ------------------------------------------- | ------- |
| в том числе:                                | Городское население                         | 376 672                                     | Процент городского населения, %             | 59,52   |
|                                             | Сельское население                          | 256 211                                     | Процент сельского населения, %              | 40,48   |
|                                             | Мужское население                           | 315 315                                     | Процент мужского населения, %               | 49,82   |
|                                             | Женское население                           | 317 568                                     | Процент женского населения, %               | 50,18   |
| Плотность населения, чел/км²                | Плотность населения, чел/км²                | Плотность населения, чел/км²                | Плотность населения, чел/км²                | 28,53   |
| Население мезорегиона в % к населению штата | Население мезорегиона в % к населению штата | Население мезорегиона в % к населению штата | Население мезорегиона в % к населению штата | 20,30   |

## Статистика
- Валовой внутренний продукт на 2003 год составляет 968 001 835,00 реалов (данные: Бразильский институт географии и статистики).
- Валовой внутренний продукт на душу населения на 2003 год составляет 1624,33 реалов (данные: Бразильский институт географии и статистики).

## Состав мезорегиона
В мезорегион входят следующие микрорегионы:
1. Байшу-Парнаиба-Пиауиенси
2. Литорал-Пиауиенси